# 그리스도의 삼중직

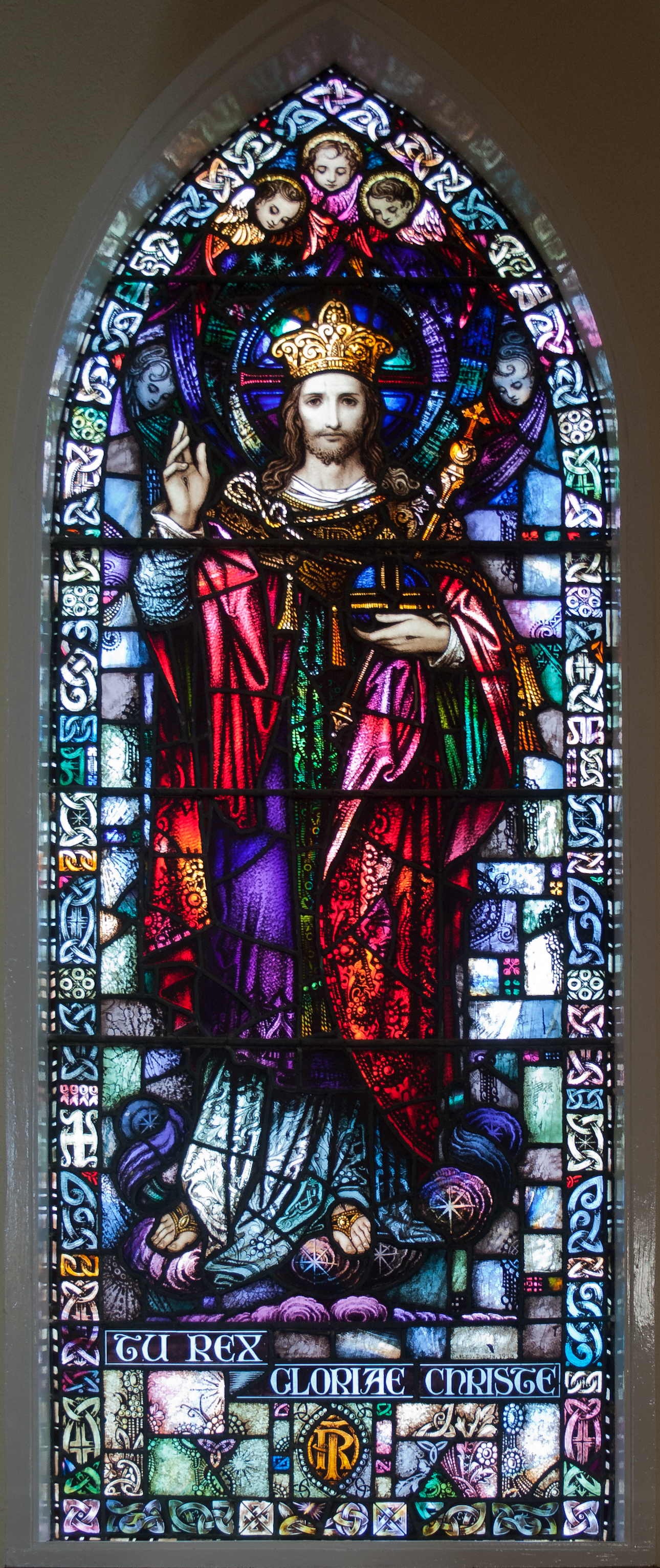
그리스도 왕의 스테인드 글라스 창, 티퍼러리, 아일랜드

그리스도의 삼중직(라틴어: munus triplex)은 기독교에서 예수 그리스도가 수행하는 세 가지 직분 (선지자, 제사장, 왕)을 가리킨다. 구약과 밀접하게 연관된 이 교리는 다양한 견해가 있어며 유세비우스에 의해 기술되었고 존 칼빈에 의해 더욱 발전되었다.
구약에서는 누군가를 이 세 가지 직위 중 하나에 임명하려면 머리에 기름을 부음으로써 승인할 수 있었다. 따라서 "기름 부음받은 자"를 의미하는 메시아 라는 용어는 삼중 직분의 개념과 연관되어 있다. 왕의 직분은 메시아와 가장 밀접하게 연관되어 있는 직분이지만, 하나님 앞에서 중보하는 제사장으로서의 예수의 역할도 신약에서 두드러지며, 이것은 히브리서 7장부터 10장까지에서 가장 자세히 기재되어있다.

## 같이 보기
- 기독론
- 구세주
- 멜기세덱의 반차를 따른 제사장
- 모형론(신학)
- 삼기능 가설